# Samirə Əfəndi
Samirə Əfəndi, més coneguda com a Efendi (Bakú, 17 d'abril del 1991), és una cantant azerbaidjanesa.
Əfəndi va néixer a Bakú. Entre el 2006 i el 2010 va estudiar al Conservatori Nacional. El 2009 va participar en una caça de talent, on va arribar en la final. El 2016 va acabar en segon lloc en The Voice azerbaidjanès. Al principi del 2020, el difusor públic azerbaidjanès va anunciar que Əfəndi representaria Azerbaidjan al Festival de la Cançó d'Eurovisió 2020 amb la cançó Cleopatra. Com que aquella edició va ser cancel·lada per la pandèmia per coronavirus de 2019-2020, Əfəndi va ser seleccionada internament per representar el país al Festival de la Cançó d'Eurovisió 2021 amb el tema Mata Hari.